# Струве, Отто Васильевич
О́тто (Оттон) Васи́льевич Стру́ве (нем. Otto Wilhelm von Struve; 25 апреля [7 мая] 1819, Дерпт, Российская империя — 1 [14] апреля 1905, Карлсруэ, Германия) — российский астроном, член Петербургской Академии наук (1852—1889). Сын астронома В. Я. Струве, брат государственного деятеля Бернгарда Струве и дипломата Кирилла Струве.

## Биография
Родился 25 апреля (7 мая) 1819 года в Дерпте Лифляндской губернии в семье директора Дерптской университетской обсерватории, профессора университета. Мать — Эмилия Струве, урождённая Валль, родившаяся и выросшая в Германии в семье гугенотов, бежавших от преследований из Франции. Был третьим сыном в семье (от этого брака у него было 12 детей). Как правило, дети ежедневно видели отца лишь во время обеда и иногда на совместных прогулках, поэтому развитием характеров были обязаны преимущественно матери.
После окончания гимназии в 1835 году в течение года самостоятельно занимался математикой и постигал у отца искусство астрономических наблюдений. В 1836 году блестяще сдал вступительные экзамены в Дерптский (ныне Тартуский) университет.
В 1836—1838 годах слушал лекции в университете и одновременно состоял сверхштатным помощником директора обсерватории. В 1839 году, после переезда всей семьи Струве в Пулковскую обсерваторию, занял должность «второго астронома», а после сдачи в этом же году выпускного университетского экзамена получил учёную степень кандидата философских наук.
В 1841 году получил учёную степень магистра астрономии Императорского Санкт-Петербургского университета за работы по определению координат апекса движения Солнца и величины его скорости.
В 1843—1844 годах руководил и сам принимал участие в больших хронометрических экспедициях между Пулково и Альтоной (1843) и между Альтоной и Гринвичем (1844) с целью точного определения долготы Пулковского меридиана относительно Гринвича.
С 1846 года постепенно стал осуществлять административное руководство Пулковской обсерваторией, приняв часть директорских обязанностей, а также представлял В. Я. Струве на заседаниях Академии наук.
В 1852 году избран адъюнкт-астрономом, в 1856 году утверждён в звании экстраординарного академика. В 1858 году в связи с тяжёлой болезнью отца приступил к исполнению обязанностей директора обсерватории.
В 1862—1889 годах — директор Пулковской обсерватории. За время его руководства был увеличен штат сотрудников, обсерватория обогатилась новыми инструментами, в частности, в 1886 году был установлен знаменитый 30-дюймовый рефрактор, в то время — крупнейший в мире.
В 1895 году вышел в отставку и переехал в Германию.
В первом браке с Эмилией Дирссен имел четырёх сыновей и двух дочерей, а во втором браке с Эммой Янковской — дочь. Два его сына, Людвиг Оттович и Герман Оттович и внук Отто Людвигович Струве также стали астрономами, продолжив семейную династию Струве.

## Научные достижения
Его главные работы относятся к наблюдательной астрономии. Открыл свыше 500 двойных звёзд, занимался наблюдением планет и их спутников, колец Сатурна, комет и туманностей. В 1841 году определил постоянную прецессии.

## Награды и премии
Состоял почётным членом многих академий и ученых обществ, неоднократно был награждаем медалями и премиями. Действительный член Русского географического общества с 19 сентября 1845 года.
В 1850 году он был награждён золотой медалью Королевского астрономического общества.
Его фамилия выгравирована на юбилейной медали «В память 50-летия Корпуса военных топографов».
В 1913 году открытая Г. Н. Неуйминым малая планета номер 768 была названа Струвеана в честь астрономов: В. Я. Струве, О. В. Струве и Г. О. Струве.
В 1964 году Международный астрономический союз присвоил имя Отто Васильевича Струве кратеру на видимой стороне Луны (совместно с О. Л. Струве и В. Я. Струве).

## Важнейшие работы
- «Bestimmung der Constante der Präcession mit Berichtsichtigung der eigenen Bewegung des Sonnensystems» (1841);
- «Sur les dimensions des anneaux de Saturne» (1852);
- «Observations de la grande nébuleuse d’Orion faites à Kasan et à Poulkova par M. Liapounow et O. Struve» (1862).

(список неполон)
|                           |                           |                           |                           |                           |                           |  |  |                                       |                                       |                                       |                                       |                                       |                                       |  |  | Яков Струве математик                |                                      |                                      |                                      |                                      |                                      |  |  |                                            |                                            |                                            |                                            |                                            |                                            |  |  |                                                         |                                                         |                                                         |                                                         |                                                         |                                                         |  |  |                                              |                                              |                                                   |                                                   |                                                   |                                                   |                                                   |                                                   |                                                  |                                                  |                                                  |                                                  |                                                  |                                                  |  |  |                                                     |                                                     |                                                     |                                                     |                                                     |                                                     |  |  |  |  |  |  |  |  |  |  |  |  |  |  |  |  |  |  |  |  |  |  |  |  |  |  |  |  |  |  |  |  |  |  |  |  |  |  |  |  |
|                           |                           |                           |                           |                           |                           |  |  |                                       |                                       |                                       |                                       |                                       |                                       |  |  |                                      |                                      |                                      |                                      |                                      |                                      |  |  |                                            |                                            |                                            |                                            |                                            |                                            |  |  |                                                         |                                                         |                                                         |                                                         |                                                         |                                                         |  |  |                                              |                                              |                                                   |                                                   |                                                   |                                                   |                                                   |                                                   |                                                  |                                                  |                                                  |                                                  |                                                  |                                                  |  |  |                                                     |                                                     |                                                     |                                                     |                                                     |                                                     |  |  |  |  |  |  |  |  |  |  |  |  |  |  |  |  |  |  |  |  |  |  |  |  |  |  |  |  |  |  |  |  |  |  |  |  |  |  |  |  |
|                           |                           |                           |                           |                           |                           |  |  |                                       |                                       |                                       |                                       |                                       |                                       |  |  |                                      |                                      |                                      |                                      |                                      |                                      |  |  |                                            |                                            |                                            |                                            |                                            |                                            |  |  |                                                         |                                                         |                                                         |                                                         |                                                         |                                                         |  |  |                                              |                                              |                                                   |                                                   |                                                   |                                                   |                                                   |                                                   |                                                  |                                                  |                                                  |                                                  |                                                  |                                                  |  |  |                                                     |                                                     |                                                     |                                                     |                                                     |                                                     |  |  |  |  |  |  |  |  |  |  |  |  |  |  |  |  |  |  |  |  |  |  |  |  |  |  |  |  |  |  |  |  |  |  |  |  |  |  |  |  |
| Карл (1785—1838) филолог  | Карл (1785—1838) филолог  | Карл (1785—1838) филолог  | Карл (1785—1838) филолог  | Карл (1785—1838) филолог  | Карл (1785—1838) филолог  |  |  | Эрнст (1786—1822)                     | Эрнст (1786—1822)                     | Эрнст (1786—1822)                     | Эрнст (1786—1822)                     | Эрнст (1786—1822)                     | Эрнст (1786—1822)                     |  |  | Густав (1788—1829)                   | Густав (1788—1829)                   | Густав (1788—1829)                   | Густав (1788—1829)                   | Густав (1788—1829)                   | Густав (1788—1829)                   |  |  | Василий Яковлевич (1793—1864) астроном     | Василий Яковлевич (1793—1864) астроном     | Василий Яковлевич (1793—1864) астроном     | Василий Яковлевич (1793—1864) астроном     | Василий Яковлевич (1793—1864) астроном     | Василий Яковлевич (1793—1864) астроном     |  |  | Людвиг (1795—1828) профессор медицины                   | Людвиг (1795—1828) профессор медицины                   | Людвиг (1795—1828) профессор медицины                   | Людвиг (1795—1828) профессор медицины                   | Людвиг (1795—1828) профессор медицины                   | Людвиг (1795—1828) профессор медицины                   |  |  |                                              |                                              |                                                   |                                                   |                                                   |                                                   |                                                   |                                                   |                                                  |                                                  |                                                  |                                                  |                                                  |                                                  |  |  |                                                     |                                                     |                                                     |                                                     |                                                     |                                                     |  |  |  |  |  |  |  |  |  |  |  |  |  |  |  |  |  |  |  |  |  |  |  |  |  |  |  |  |  |  |  |  |  |  |  |  |  |  |  |  |
| Карл (1785—1838) филолог  | Карл (1785—1838) филолог  | Карл (1785—1838) филолог  | Карл (1785—1838) филолог  | Карл (1785—1838) филолог  | Карл (1785—1838) филолог  |  |  | Эрнст (1786—1822)                     | Эрнст (1786—1822)                     | Эрнст (1786—1822)                     | Эрнст (1786—1822)                     | Эрнст (1786—1822)                     | Эрнст (1786—1822)                     |  |  | Густав (1788—1829)                   | Густав (1788—1829)                   | Густав (1788—1829)                   | Густав (1788—1829)                   | Густав (1788—1829)                   | Густав (1788—1829)                   |  |  | Василий Яковлевич (1793—1864) астроном     | Василий Яковлевич (1793—1864) астроном     | Василий Яковлевич (1793—1864) астроном     | Василий Яковлевич (1793—1864) астроном     | Василий Яковлевич (1793—1864) астроном     | Василий Яковлевич (1793—1864) астроном     |  |  | Людвиг (1795—1828) профессор медицины                   | Людвиг (1795—1828) профессор медицины                   | Людвиг (1795—1828) профессор медицины                   | Людвиг (1795—1828) профессор медицины                   | Людвиг (1795—1828) профессор медицины                   | Людвиг (1795—1828) профессор медицины                   |  |  |                                              |                                              |                                                   |                                                   |                                                   |                                                   |                                                   |                                                   |                                                  |                                                  |                                                  |                                                  |                                                  |                                                  |  |  |                                                     |                                                     |                                                     |                                                     |                                                     |                                                     |  |  |  |  |  |  |  |  |  |  |  |  |  |  |  |  |  |  |  |  |  |  |  |  |  |  |  |  |  |  |  |  |  |  |  |  |  |  |  |  |
|                           |                           |                           |                           |                           |                           |  |  |                                       |                                       |                                       |                                       |                                       |                                       |  |  |                                      |                                      |                                      |                                      |                                      |                                      |  |  |                                            |                                            |                                            |                                            |                                            |                                            |  |  |                                                         |                                                         |                                                         |                                                         |                                                         |                                                         |  |  |                                              |                                              |                                                   |                                                   |                                                   |                                                   |                                                   |                                                   |                                                  |                                                  |                                                  |                                                  |                                                  |                                                  |  |  |                                                     |                                                     |                                                     |                                                     |                                                     |                                                     |  |  |  |  |  |  |  |  |  |  |  |  |  |  |  |  |  |  |  |  |  |  |  |  |  |  |  |  |  |  |  |  |  |  |  |  |  |  |  |  |
|                           |                           |                           |                           |                           |                           |  |  | Фёдор Аристович (1816—1885) филолог   | Фёдор Аристович (1816—1885) филолог   | Фёдор Аристович (1816—1885) филолог   | Фёдор Аристович (1816—1885) филолог   | Фёдор Аристович (1816—1885) филолог   | Фёдор Аристович (1816—1885) филолог   |  |  | Отто Васильевич (1819—1905) астроном | Отто Васильевич (1819—1905) астроном | Отто Васильевич (1819—1905) астроном | Отто Васильевич (1819—1905) астроном | Отто Васильевич (1819—1905) астроном | Отто Васильевич (1819—1905) астроном |  |  | Генрих Васильевич (1822—1908) химик        | Генрих Васильевич (1822—1908) химик        | Генрих Васильевич (1822—1908) химик        | Генрих Васильевич (1822—1908) химик        | Генрих Васильевич (1822—1908) химик        | Генрих Васильевич (1822—1908) химик        |  |  | Бернгард Васильевич (1827—1889) государственный деятель | Бернгард Васильевич (1827—1889) государственный деятель | Бернгард Васильевич (1827—1889) государственный деятель | Бернгард Васильевич (1827—1889) государственный деятель | Бернгард Васильевич (1827—1889) государственный деятель | Бернгард Васильевич (1827—1889) государственный деятель |  |  |                                              |                                              | Кирилл Васильевич (1835—1907) астроном и дипломат | Кирилл Васильевич (1835—1907) астроном и дипломат | Кирилл Васильевич (1835—1907) астроном и дипломат | Кирилл Васильевич (1835—1907) астроном и дипломат | Кирилл Васильевич (1835—1907) астроном и дипломат | Кирилл Васильевич (1835—1907) астроном и дипломат |                                                  |                                                  |                                                  |                                                  |                                                  |                                                  |  |  |                                                     |                                                     |                                                     |                                                     |                                                     |                                                     |  |  |  |  |  |  |  |  |  |  |  |  |  |  |  |  |  |  |  |  |  |  |  |  |  |  |  |  |  |  |  |  |  |  |  |  |  |  |  |  |
|                           |                           |                           |                           |                           |                           |  |  | Фёдор Аристович (1816—1885) филолог   | Фёдор Аристович (1816—1885) филолог   | Фёдор Аристович (1816—1885) филолог   | Фёдор Аристович (1816—1885) филолог   | Фёдор Аристович (1816—1885) филолог   | Фёдор Аристович (1816—1885) филолог   |  |  | Отто Васильевич (1819—1905) астроном | Отто Васильевич (1819—1905) астроном | Отто Васильевич (1819—1905) астроном | Отто Васильевич (1819—1905) астроном | Отто Васильевич (1819—1905) астроном | Отто Васильевич (1819—1905) астроном |  |  | Генрих Васильевич (1822—1908) химик        | Генрих Васильевич (1822—1908) химик        | Генрих Васильевич (1822—1908) химик        | Генрих Васильевич (1822—1908) химик        | Генрих Васильевич (1822—1908) химик        | Генрих Васильевич (1822—1908) химик        |  |  | Бернгард Васильевич (1827—1889) государственный деятель | Бернгард Васильевич (1827—1889) государственный деятель | Бернгард Васильевич (1827—1889) государственный деятель | Бернгард Васильевич (1827—1889) государственный деятель | Бернгард Васильевич (1827—1889) государственный деятель | Бернгард Васильевич (1827—1889) государственный деятель |  |  |                                              |                                              | Кирилл Васильевич (1835—1907) астроном и дипломат | Кирилл Васильевич (1835—1907) астроном и дипломат | Кирилл Васильевич (1835—1907) астроном и дипломат | Кирилл Васильевич (1835—1907) астроном и дипломат | Кирилл Васильевич (1835—1907) астроном и дипломат | Кирилл Васильевич (1835—1907) астроном и дипломат |                                                  |                                                  |                                                  |                                                  |                                                  |                                                  |  |  |                                                     |                                                     |                                                     |                                                     |                                                     |                                                     |  |  |  |  |  |  |  |  |  |  |  |  |  |  |  |  |  |  |  |  |  |  |  |  |  |  |  |  |  |  |  |  |  |  |  |  |  |  |  |  |
|                           |                           |                           |                           |                           |                           |  |  |                                       |                                       |                                       |                                       |                                       |                                       |  |  |                                      |                                      |                                      |                                      |                                      |                                      |  |  |                                            |                                            |                                            |                                            |                                            |                                            |  |  |                                                         |                                                         |                                                         |                                                         |                                                         |                                                         |  |  |                                              |                                              |                                                   |                                                   |                                                   |                                                   |                                                   |                                                   |                                                  |                                                  |                                                  |                                                  |                                                  |                                                  |  |  |                                                     |                                                     |                                                     |                                                     |                                                     |                                                     |  |  |  |  |  |  |  |  |  |  |  |  |  |  |  |  |  |  |  |  |  |  |  |  |  |  |  |  |  |  |  |  |  |  |  |  |  |  |  |  |
| Альфред (1845—1916) химик | Альфред (1845—1916) химик | Альфред (1845—1916) химик | Альфред (1845—1916) химик | Альфред (1845—1916) химик | Альфред (1845—1916) химик |  |  | Герман Оттович (1854—1920) астроном   | Герман Оттович (1854—1920) астроном   | Герман Оттович (1854—1920) астроном   | Герман Оттович (1854—1920) астроном   | Герман Оттович (1854—1920) астроном   | Герман Оттович (1854—1920) астроном   |  |  | Людвиг Оттович (1858—1920) астроном  | Людвиг Оттович (1858—1920) астроном  | Людвиг Оттович (1858—1920) астроном  | Людвиг Оттович (1858—1920) астроном  | Людвиг Оттович (1858—1920) астроном  | Людвиг Оттович (1858—1920) астроном  |  |  | Василий Бернгардович (1854—1912) математик | Василий Бернгардович (1854—1912) математик | Василий Бернгардович (1854—1912) математик | Василий Бернгардович (1854—1912) математик | Василий Бернгардович (1854—1912) математик | Василий Бернгардович (1854—1912) математик |  |  | Александр Бернгардович                                  | Александр Бернгардович                                  | Александр Бернгардович                                  | Александр Бернгардович                                  | Александр Бернгардович                                  | Александр Бернгардович                                  |  |  | Пётр Бернгардович (1870—1944) экономист      | Пётр Бернгардович (1870—1944) экономист      | Пётр Бернгардович (1870—1944) экономист           | Пётр Бернгардович (1870—1944) экономист           | Пётр Бернгардович (1870—1944) экономист           | Пётр Бернгардович (1870—1944) экономист           |                                                   |                                                   | Вера Кирилловна (1876—1949) общественный деятель | Вера Кирилловна (1876—1949) общественный деятель | Вера Кирилловна (1876—1949) общественный деятель | Вера Кирилловна (1876—1949) общественный деятель | Вера Кирилловна (1876—1949) общественный деятель | Вера Кирилловна (1876—1949) общественный деятель |  |  |                                                     |                                                     |                                                     |                                                     |                                                     |                                                     |  |  |  |  |  |  |  |  |  |  |  |  |  |  |  |  |  |  |  |  |  |  |  |  |  |  |  |  |  |  |  |  |  |  |  |  |  |  |  |  |
| Альфред (1845—1916) химик | Альфред (1845—1916) химик | Альфред (1845—1916) химик | Альфред (1845—1916) химик | Альфред (1845—1916) химик | Альфред (1845—1916) химик |  |  | Герман Оттович (1854—1920) астроном   | Герман Оттович (1854—1920) астроном   | Герман Оттович (1854—1920) астроном   | Герман Оттович (1854—1920) астроном   | Герман Оттович (1854—1920) астроном   | Герман Оттович (1854—1920) астроном   |  |  | Людвиг Оттович (1858—1920) астроном  | Людвиг Оттович (1858—1920) астроном  | Людвиг Оттович (1858—1920) астроном  | Людвиг Оттович (1858—1920) астроном  | Людвиг Оттович (1858—1920) астроном  | Людвиг Оттович (1858—1920) астроном  |  |  | Василий Бернгардович (1854—1912) математик | Василий Бернгардович (1854—1912) математик | Василий Бернгардович (1854—1912) математик | Василий Бернгардович (1854—1912) математик | Василий Бернгардович (1854—1912) математик | Василий Бернгардович (1854—1912) математик |  |  | Александр Бернгардович                                  | Александр Бернгардович                                  | Александр Бернгардович                                  | Александр Бернгардович                                  | Александр Бернгардович                                  | Александр Бернгардович                                  |  |  | Пётр Бернгардович (1870—1944) экономист      | Пётр Бернгардович (1870—1944) экономист      | Пётр Бернгардович (1870—1944) экономист           | Пётр Бернгардович (1870—1944) экономист           | Пётр Бернгардович (1870—1944) экономист           | Пётр Бернгардович (1870—1944) экономист           |                                                   |                                                   | Вера Кирилловна (1876—1949) общественный деятель | Вера Кирилловна (1876—1949) общественный деятель | Вера Кирилловна (1876—1949) общественный деятель | Вера Кирилловна (1876—1949) общественный деятель | Вера Кирилловна (1876—1949) общественный деятель | Вера Кирилловна (1876—1949) общественный деятель |  |  |                                                     |                                                     |                                                     |                                                     |                                                     |                                                     |  |  |  |  |  |  |  |  |  |  |  |  |  |  |  |  |  |  |  |  |  |  |  |  |  |  |  |  |  |  |  |  |  |  |  |  |  |  |  |  |
|                           |                           |                           |                           |                           |                           |  |  |                                       |                                       |                                       |                                       |                                       |                                       |  |  |                                      |                                      |                                      |                                      |                                      |                                      |  |  |                                            |                                            |                                            |                                            |                                            |                                            |  |  |                                                         |                                                         |                                                         |                                                         |                                                         |                                                         |  |  |                                              |                                              |                                                   |                                                   |                                                   |                                                   |                                                   |                                                   |                                                  |                                                  |                                                  |                                                  |                                                  |                                                  |  |  |                                                     |                                                     |                                                     |                                                     |                                                     |                                                     |  |  |  |  |  |  |  |  |  |  |  |  |  |  |  |  |  |  |  |  |  |  |  |  |  |  |  |  |  |  |  |  |  |  |  |  |  |  |  |  |
|                           |                           |                           |                           |                           |                           |  |  | Георг Германович (1886—1933) астроном | Георг Германович (1886—1933) астроном | Георг Германович (1886—1933) астроном | Георг Германович (1886—1933) астроном | Георг Германович (1886—1933) астроном | Георг Германович (1886—1933) астроном |  |  | Отто Людвигович (1897—1963) астроном | Отто Людвигович (1897—1963) астроном | Отто Людвигович (1897—1963) астроном | Отто Людвигович (1897—1963) астроном | Отто Людвигович (1897—1963) астроном | Отто Людвигович (1897—1963) астроном |  |  | Василий Васильевич (1889—1965) историк     | Василий Васильевич (1889—1965) историк     | Василий Васильевич (1889—1965) историк     | Василий Васильевич (1889—1965) историк     | Василий Васильевич (1889—1965) историк     | Василий Васильевич (1889—1965) историк     |  |  | Михаил Александрович (1890—1949) поэт                   | Михаил Александрович (1890—1949) поэт                   | Михаил Александрович (1890—1949) поэт                   | Михаил Александрович (1890—1949) поэт                   | Михаил Александрович (1890—1949) поэт                   | Михаил Александрович (1890—1949) поэт                   |  |  | Глеб Петрович (1898—1985) поэт               | Глеб Петрович (1898—1985) поэт               | Глеб Петрович (1898—1985) поэт                    | Глеб Петрович (1898—1985) поэт                    | Глеб Петрович (1898—1985) поэт                    | Глеб Петрович (1898—1985) поэт                    |                                                   |                                                   | Алексей Петрович (1899—1976)                     | Алексей Петрович (1899—1976)                     | Алексей Петрович (1899—1976)                     | Алексей Петрович (1899—1976)                     | Алексей Петрович (1899—1976)                     | Алексей Петрович (1899—1976)                     |  |  | архимандрит Савва (Константин Петрович) (1900—1948) | архимандрит Савва (Константин Петрович) (1900—1948) | архимандрит Савва (Константин Петрович) (1900—1948) | архимандрит Савва (Константин Петрович) (1900—1948) | архимандрит Савва (Константин Петрович) (1900—1948) | архимандрит Савва (Константин Петрович) (1900—1948) |  |  |  |  |  |  |  |  |  |  |  |  |  |  |  |  |  |  |  |  |  |  |  |  |  |  |  |  |  |  |  |  |  |  |  |  |  |  |  |  |
|                           |                           |                           |                           |                           |                           |  |  | Георг Германович (1886—1933) астроном | Георг Германович (1886—1933) астроном | Георг Германович (1886—1933) астроном | Георг Германович (1886—1933) астроном | Георг Германович (1886—1933) астроном | Георг Германович (1886—1933) астроном |  |  | Отто Людвигович (1897—1963) астроном | Отто Людвигович (1897—1963) астроном | Отто Людвигович (1897—1963) астроном | Отто Людвигович (1897—1963) астроном | Отто Людвигович (1897—1963) астроном | Отто Людвигович (1897—1963) астроном |  |  | Василий Васильевич (1889—1965) историк     | Василий Васильевич (1889—1965) историк     | Василий Васильевич (1889—1965) историк     | Василий Васильевич (1889—1965) историк     | Василий Васильевич (1889—1965) историк     | Василий Васильевич (1889—1965) историк     |  |  | Михаил Александрович (1890—1949) поэт                   | Михаил Александрович (1890—1949) поэт                   | Михаил Александрович (1890—1949) поэт                   | Михаил Александрович (1890—1949) поэт                   | Михаил Александрович (1890—1949) поэт                   | Михаил Александрович (1890—1949) поэт                   |  |  | Глеб Петрович (1898—1985) поэт               | Глеб Петрович (1898—1985) поэт               | Глеб Петрович (1898—1985) поэт                    | Глеб Петрович (1898—1985) поэт                    | Глеб Петрович (1898—1985) поэт                    | Глеб Петрович (1898—1985) поэт                    |                                                   |                                                   | Алексей Петрович (1899—1976)                     | Алексей Петрович (1899—1976)                     | Алексей Петрович (1899—1976)                     | Алексей Петрович (1899—1976)                     | Алексей Петрович (1899—1976)                     | Алексей Петрович (1899—1976)                     |  |  | архимандрит Савва (Константин Петрович) (1900—1948) | архимандрит Савва (Константин Петрович) (1900—1948) | архимандрит Савва (Константин Петрович) (1900—1948) | архимандрит Савва (Константин Петрович) (1900—1948) | архимандрит Савва (Константин Петрович) (1900—1948) | архимандрит Савва (Константин Петрович) (1900—1948) |  |  |  |  |  |  |  |  |  |  |  |  |  |  |  |  |  |  |  |  |  |  |  |  |  |  |  |  |  |  |  |  |  |  |  |  |  |  |  |  |
|                           |                           |                           |                           |                           |                           |  |  |                                       |                                       |                                       |                                       |                                       |                                       |  |  |                                      |                                      |                                      |                                      |                                      |                                      |  |  |                                            |                                            |                                            |                                            |                                            |                                            |  |  |                                                         |                                                         |                                                         |                                                         |                                                         |                                                         |  |  |                                              |                                              |                                                   |                                                   |                                                   |                                                   |                                                   |                                                   |                                                  |                                                  |                                                  |                                                  |                                                  |                                                  |  |  |                                                     |                                                     |                                                     |                                                     |                                                     |                                                     |  |  |  |  |  |  |  |  |  |  |  |  |  |  |  |  |  |  |  |  |  |  |  |  |  |  |  |  |  |  |  |  |  |  |  |  |  |  |  |  |
|                           |                           |                           |                           |                           |                           |  |  | Вильфред Георг (1914—1992) астроном   | Вильфред Георг (1914—1992) астроном   | Вильфред Георг (1914—1992) астроном   | Вильфред Георг (1914—1992) астроном   | Вильфред Георг (1914—1992) астроном   | Вильфред Георг (1914—1992) астроном   |  |  |                                      |                                      |                                      |                                      |                                      |                                      |  |  |                                            |                                            |                                            |                                            |                                            |                                            |  |  |                                                         |                                                         |                                                         |                                                         |                                                         |                                                         |  |  | Пётр Алексеевич (1925—1968) протоиерей, врач | Пётр Алексеевич (1925—1968) протоиерей, врач | Пётр Алексеевич (1925—1968) протоиерей, врач      | Пётр Алексеевич (1925—1968) протоиерей, врач      | Пётр Алексеевич (1925—1968) протоиерей, врач      | Пётр Алексеевич (1925—1968) протоиерей, врач      |                                                   |                                                   | Никита Алексеевич (1931—2016) издатель           | Никита Алексеевич (1931—2016) издатель           | Никита Алексеевич (1931—2016) издатель           | Никита Алексеевич (1931—2016) издатель           | Никита Алексеевич (1931—2016) издатель           | Никита Алексеевич (1931—2016) издатель           |  |  | Мария Александровна (1925—2020) иконописец          | Мария Александровна (1925—2020) иконописец          | Мария Александровна (1925—2020) иконописец          | Мария Александровна (1925—2020) иконописец          | Мария Александровна (1925—2020) иконописец          | Мария Александровна (1925—2020) иконописец          |  |  |  |  |  |  |  |  |  |  |  |  |  |  |  |  |  |  |  |  |  |  |  |  |  |  |  |  |  |  |  |  |  |  |  |  |  |  |  |  |
|                           |                           |                           |                           |                           |                           |  |  | Вильфред Георг (1914—1992) астроном   | Вильфред Георг (1914—1992) астроном   | Вильфред Георг (1914—1992) астроном   | Вильфред Георг (1914—1992) астроном   | Вильфред Георг (1914—1992) астроном   | Вильфред Георг (1914—1992) астроном   |  |  |                                      |                                      |                                      |                                      |                                      |                                      |  |  |                                            |                                            |                                            |                                            |                                            |                                            |  |  |                                                         |                                                         |                                                         |                                                         |                                                         |                                                         |  |  | Пётр Алексеевич (1925—1968) протоиерей, врач | Пётр Алексеевич (1925—1968) протоиерей, врач | Пётр Алексеевич (1925—1968) протоиерей, врач      | Пётр Алексеевич (1925—1968) протоиерей, врач      | Пётр Алексеевич (1925—1968) протоиерей, врач      | Пётр Алексеевич (1925—1968) протоиерей, врач      |                                                   |                                                   | Никита Алексеевич (1931—2016) издатель           | Никита Алексеевич (1931—2016) издатель           | Никита Алексеевич (1931—2016) издатель           | Никита Алексеевич (1931—2016) издатель           | Никита Алексеевич (1931—2016) издатель           | Никита Алексеевич (1931—2016) издатель           |  |  | Мария Александровна (1925—2020) иконописец          | Мария Александровна (1925—2020) иконописец          | Мария Александровна (1925—2020) иконописец          | Мария Александровна (1925—2020) иконописец          | Мария Александровна (1925—2020) иконописец          | Мария Александровна (1925—2020) иконописец          |  |  |  |  |  |  |  |  |  |  |  |  |  |  |  |  |  |  |  |  |  |  |  |  |  |  |  |  |  |  |  |  |  |  |  |  |  |  |  |  |
|                           |                           |                           |                           |                           |                           |  |  |                                       |                                       |                                       |                                       |                                       |                                       |  |  |                                      |                                      |                                      |                                      |                                      |                                      |  |  |                                            |                                            |                                            |                                            |                                            |                                            |  |  |                                                         |                                                         |                                                         |                                                         |                                                         |                                                         |  |  |                                              |                                              |                                                   |                                                   |                                                   |                                                   |                                                   |                                                   |                                                  |                                                  |                                                  |                                                  |                                                  |                                                  |  |  |                                                     |                                                     |                                                     |                                                     |                                                     |                                                     |  |  |  |  |  |  |  |  |  |  |  |  |  |  |  |  |  |  |  |  |  |  |  |  |  |  |  |  |  |  |  |  |  |  |  |  |  |  |  |  |
|                           |                           |                           |                           |                           |                           |  |  |                                       |                                       |                                       |                                       |                                       |                                       |  |  |                                      |                                      |                                      |                                      |                                      |                                      |  |  |                                            |                                            |                                            |                                            |                                            |                                            |  |  |                                                         |                                                         |                                                         |                                                         |                                                         |                                                         |  |  | Алексей Петрович (род. 1958) клирик          |                                              |                                                   |                                                   |                                                   |                                                   |                                                   |                                                   |                                                  |                                                  |                                                  |                                                  |                                                  |                                                  |  |  |                                                     |                                                     |                                                     |                                                     |                                                     |                                                     |  |  |  |  |  |  |  |  |  |  |  |  |  |  |  |  |  |  |  |  |  |  |  |  |  |  |  |  |  |  |  |  |  |  |  |  |  |  |  |  |